# Grå ringmätare
Grå ringmätare, Elophos vittaria är en fjärilsart som först beskrevs av Carl Peter Thunberg 1788. Enligt Catalogue of Life är det vetenskapliga namnet istället Gnophos sordaria även med det namnet beskriven av Carl Peter Thunberg men 1792. Enligt Dyntaxa ingår Grå ringmätare i släktet Elophos men enligt Catalogue of Life är tillhörigheten istället släktet Gnophos. Enligt båda källorna tillhör arten familjen mätare, Geometridae. Arten är reproducerande i Sverige. En underart finns listad i Catalogue of Life, Gnophos sordaria mendicaria Herrich-Schäffer, 1852.

## Bildgalleri

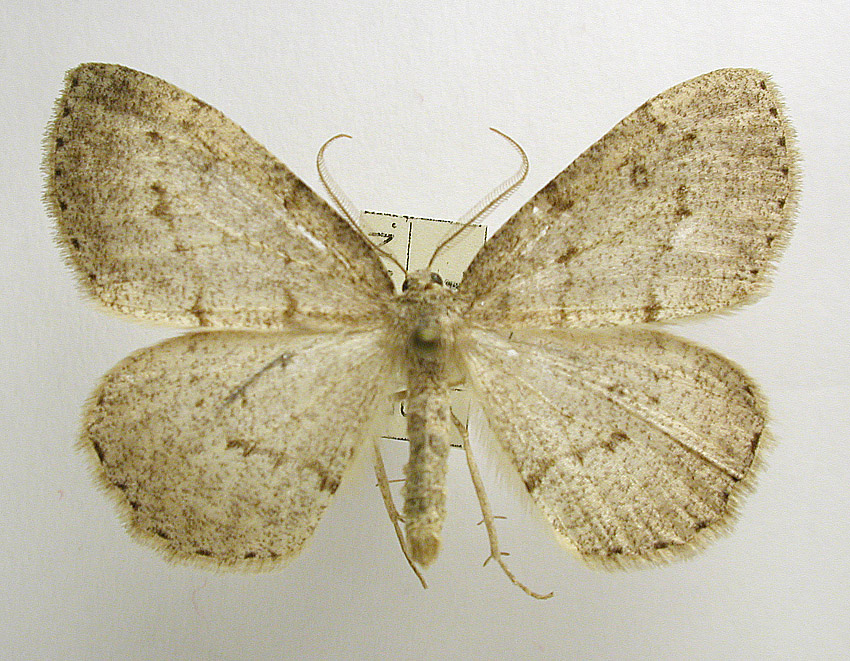